# HESA Saeqeh
Le HESA Saeqeh (en persan : صاعقه, Eclair) (connut également comme Saeqeh-80 et Azarakhsh-2) est un avion de combat iranien conçu par les spécialistes de l'Université d'ingénierie aéronautique Shahid Sattari et la société d'État HESA, officiellement sans l'assistance de spécialistes étrangers.

## Caractéristiques
Il s'agit d'un chasseur ayant repris la structure du chasseur Azarakhsh, version iranienne du F-5 biréacteur et possédant deux dérives similaires à celles du F/A-18. Les vidéos le concernant l'ont vue emportant des paniers de roquettes. Trois exemplaires ont participé à un défilé aérien en 2007.

## Histoire
Un essai en vol a été montré en juillet 2004 et l'Iran a annoncé le 6 septembre 2006 la mise en service de ce nouveau chasseur-bombardier de conception nationale, alors que les tensions avec les États-Unis étaient croissantes. 
« Le chasseur Saegheh est entré en service dans l'armée de l'air iranienne le 6 septembre 2006 après avoir conduit avec succès des opérations militaires et tiré avec précision des roquettes air-sol », a rapporté la télévision publique iranienne.
Selon la télévision iranienne, le Saeqeh a été testé lors d'importantes manœuvres militaires effectuées le mois dernier alors même que la communauté internationale accroissait sa pression sur l'Iran pour le convaincre de suspendre son programme d'enrichissement d'uranium.
Le ministre iranien de la Défense, Mostafa Mohammad Najjar, a par ailleurs indiqué que l'Iran a réussi à fabriquer une bombe à guidage de 900 kilogrammes, appelé Ghassed en français : « messager », renforçant ses capacités de défense.
Le journal russe Ria Novosti a rapporté des propos du général Attaollah Salehi (commandant en chef de l'armée iranienne) : « Le Saeqeh est similaire au chasseur américain F-18, mais ses performances techniques et tactiques sont meilleures. »

## Accident
Un Saeqeh ou un F-5 Tiger II s'est écrasé, le 22 septembre 2009, lors d'une parade pour le 29e anniversaire du déclenchement de la guerre Iran-Irak après une collision aérienne avec l'Il-76MD "Adnan 2" converti en avion-radar.

## Utilisateur
- Armée de l'air iranienne